# Magnolia (czasopismo)
Magnolia – polski miesięcznik ogrodniczy wydawany od 18 kwietnia 2012 roku przez spółkę Agora w miejsce zlikwidowanych w tym samym czasie miesięczników Kwietnik i Ogrody. Zakończenie wydawania pisma zaplanowano z końcem 2017 roku.